# Rispige Graslilie
Die Rispige Graslilie (Anthericum ramosum) ist eine Pflanzenart der Gattung Graslilien (Anthericum) in der Unterfamilie der Agavengewächse (Agavoideae). Sie wird auch als Rispen-Graslilie, Kleine Graslilie oder Ästige Graslilie bezeichnet.

## Beschreibung

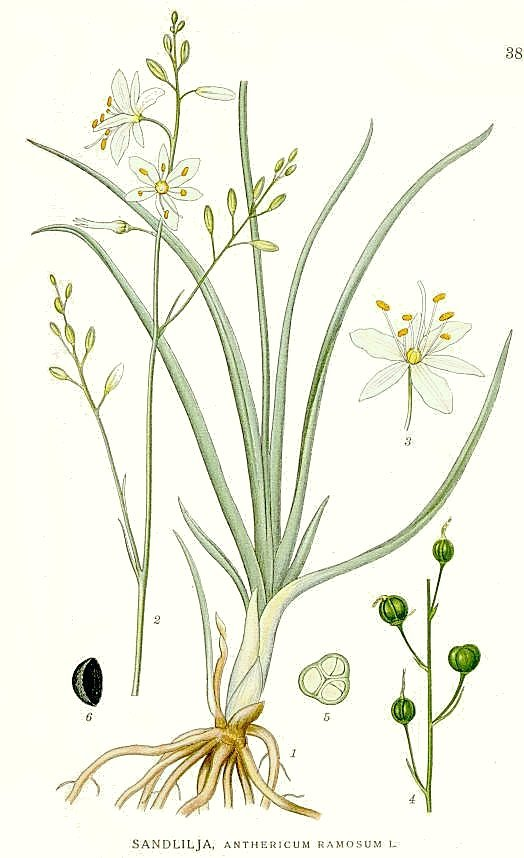
Illustration aus Bilder ur Nordes Flora

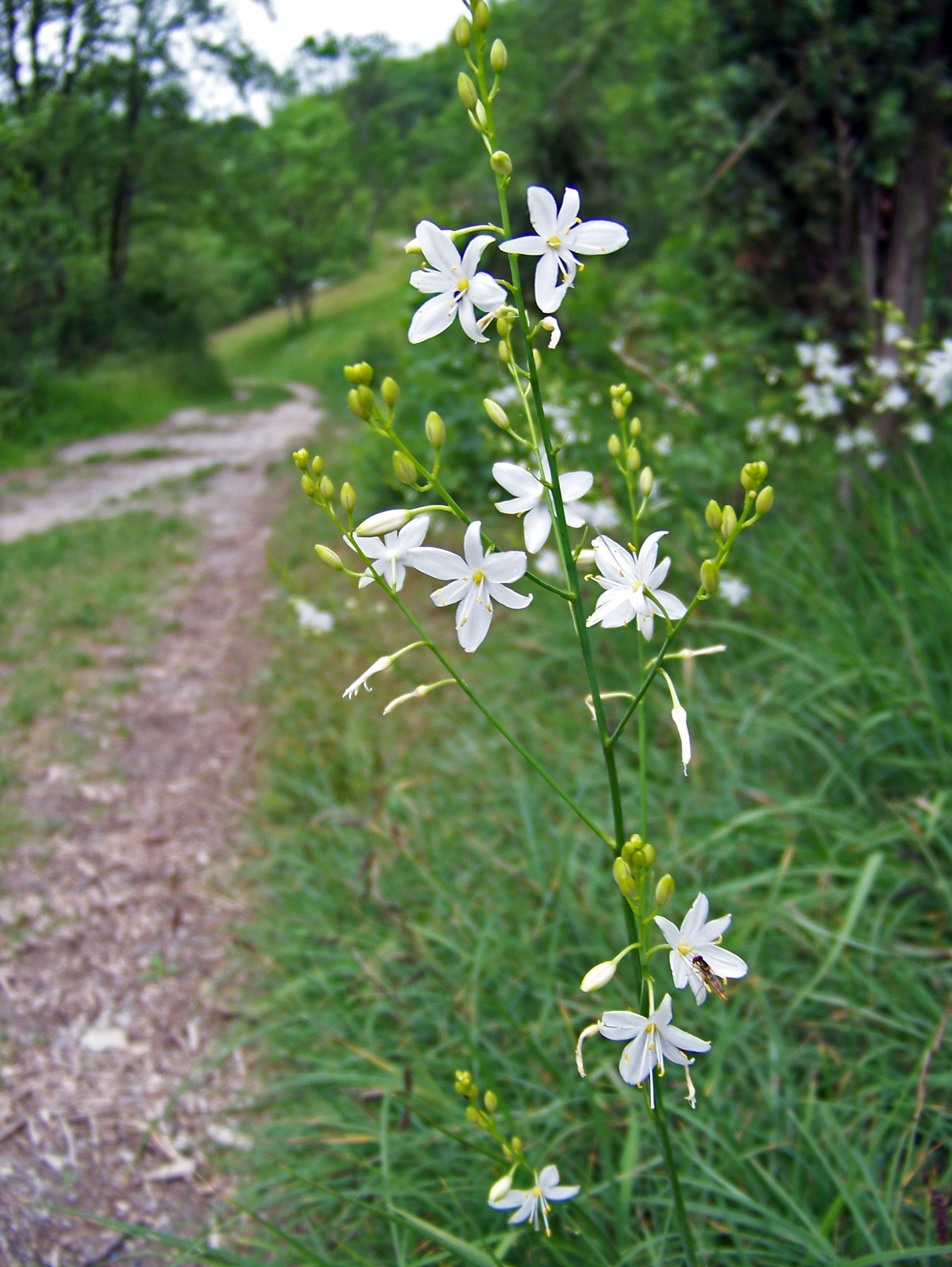
Rispiger Blütenstand

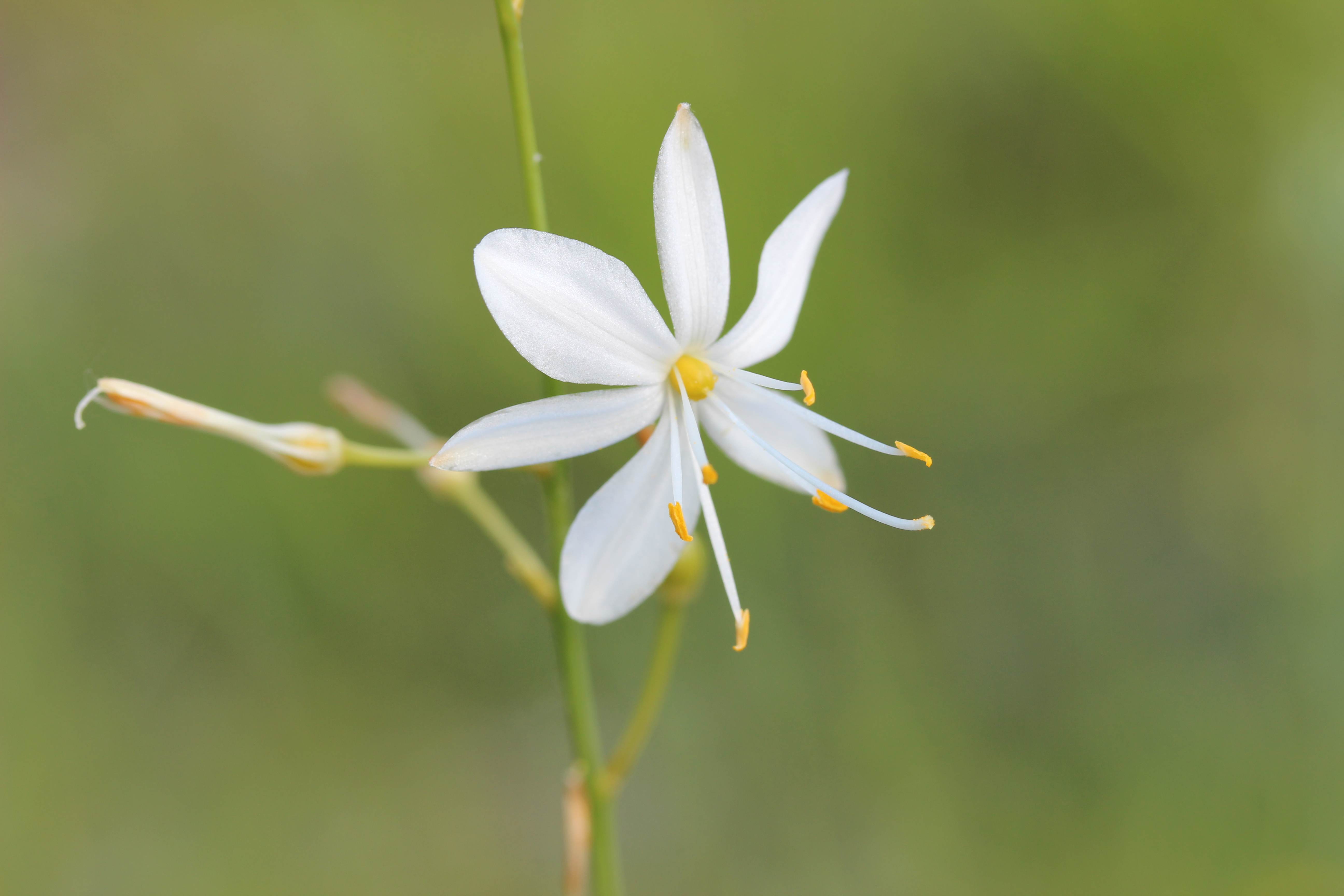
Einzelne Blüte

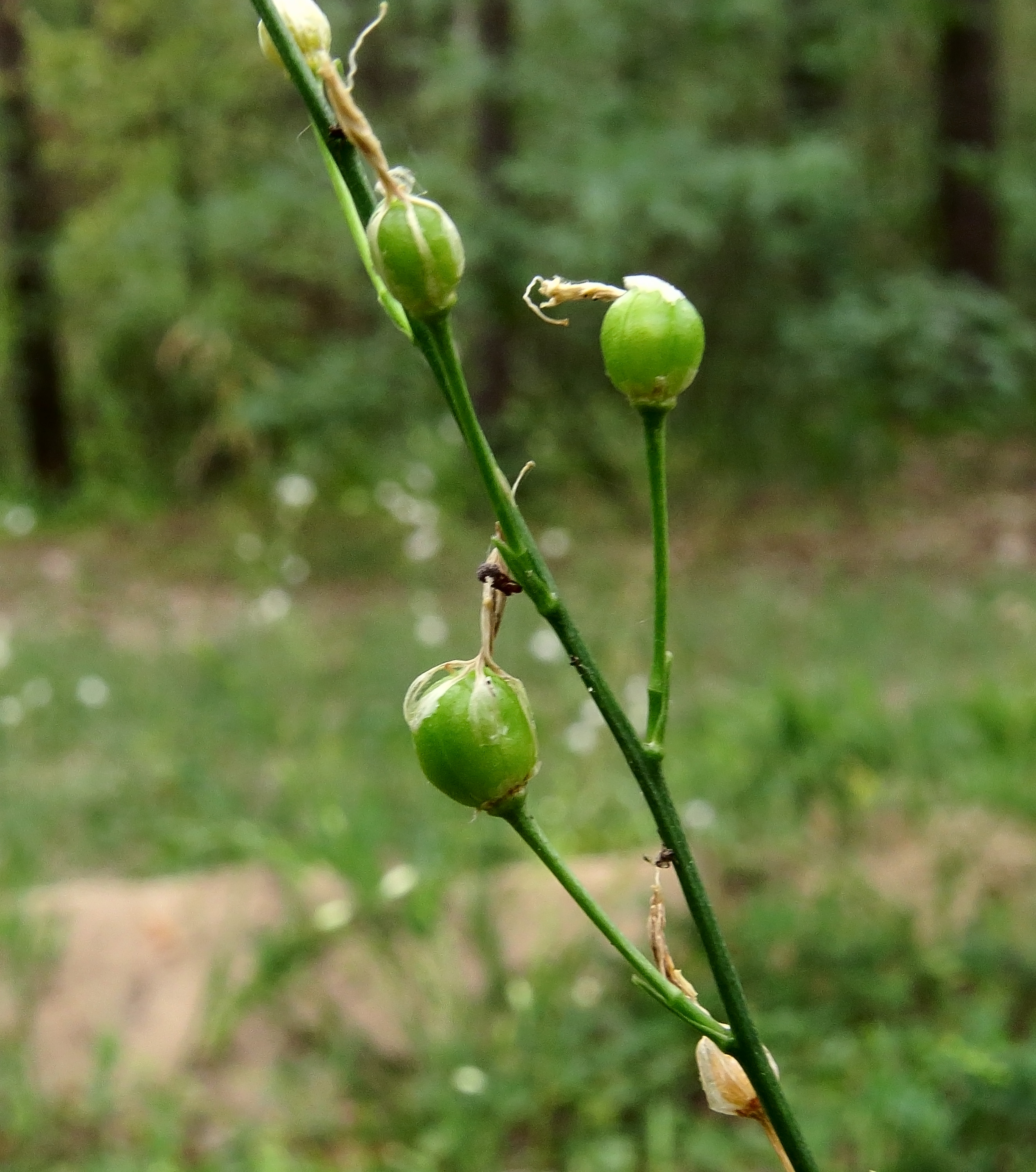
Unreife Früchte

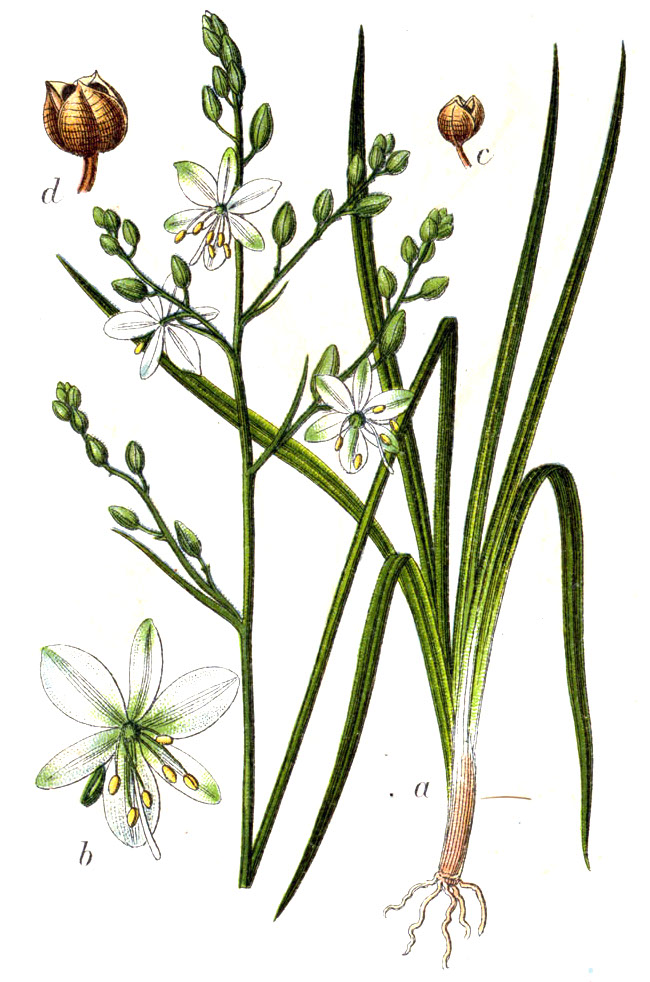
Illustration von Jacob Sturm

### Vegetative Merkmale
Die Rispige Graslilie ist eine ausdauernde, sommergrüne, krautige Pflanze, die eine Wuchshöhe zwischen 30 und 70 Zentimetern erreicht. Die grundständigen, linealischen, grasartigen Laubblätter werden zwei bis sechs Millimeter breit und sind im Allgemeinen deutlich kürzer als die Blütenstände. Im Gegensatz zur Astlosen Graslilie gibt es am Blattgrund keine spreitenlosen Niederblätter.
Die Pflanzen enthalten Steroidsaponine.

### Generative Merkmale
Sie besitzt normalerweise einen aufrechten, rispigen Blütenstand. Selten kann dieser eine einfache Traube bilden und besitzt dann keine Verzweigungen. Die sechs weißen Perigonblätter werden 10 bis 14 Millimeter lang. Sie sind in ihrer Form nicht gleich, wobei die drei inneren Perigonblätter fast doppelt so breit wie die drei äußeren sind. Die sechs Staubblätter besitzen in etwa die gleiche Länge wie die Perigonblätter, welche die Staubblätter nicht mehr als 2 Millimeter überragen. Die mehr oder weniger geraden Griffel sind länger als die Perigonblätter. Die Blüte ist duftlos. Die Blütezeit reicht von Juni bis August.
Die lokulizidalen Kapselfrüchte sind kugelförmig bis stumpf-dreikantig und besitzen einen Durchmesser von 5 bis 6 Millimeter.
Die Chromosomenzahl der Art ist 2n = 30 oder 32.
Bzgl. des Unterschieds zur ähnlichen Traubigen Graslilie (Anthericum liliago) vgl. im Abschnitt Verwechslungsmöglichkeiten bei dieser Art.

## Ökologie
Die Rispige Graslilie ist ein Hemikryptophyt und ein Tiefwurzler.
Sie besitzt Scheibenblumen mit freiliegendem Nektar. Insektenbestäubung ist die Regel, welche durch Käfer, Fliegen, Schwebfliegen, Wespen und mittelrüsselige Bienen erfolgt.
Die Reproduktion erfolgt durch Samen und vegetativ durch das Rhizom. Die Samenausbreitung geschieht durch den Wind.
Die Rispige Graslilie ist Raupenfutterpflanze für die oligophage (Veränderliche) Graslilieneule (Episema glaucina).
Von ihren Früchten ernähren sich zudem die Raupen des Eulenfalters Metachrostis dardouini.

## Vorkommen
Die Rispige Graslilie ist in Europa mit deutlicher Tendenz nach Süden, und nach Osten bis in die Türkei, den nördlichen Kaukasus und das zentrale europäische Russland verbreitet.
Als Standort werden Steppenheiden, (Halb-)Trockenrasen, Böschungen, Waldränder vorzugsweise auf lockeren, kalkhaltigen Böden bevorzugt. In den Alpen steigt diese Art im Allgemeinen bis auf Höhenlagen von 1700 m. In den Allgäuer Alpen steigt sie im Kleinwalsertal in der Auenmulde oberhalb der Ifenhütte bis zu 1900 Metern Meereshöhe auf.
Die Rispige Graslilie ist ein typischer Vertreter kontinentaler Steppen. In Mitteleuropa bieten daher nur die wenigen vorhandenen Steppen und Heiden die optimalen Bedingungen für die Entfaltung der Art. In Österreich ist die Rispige Graslilie in allen Bundesländern häufig.
Nach Ellenberg ist sie eine Halblichtpflanze, ein Mäßigwärmezeiger, subozeanisch verbreitet, ein Schwachsäure- bis Schwachbasezeiger, auf stickstoffarmen Standorten wachsend und eine Verbandscharakterart Trockenheitsertragender Blutstorchschnabel-Staudensäume (Geranion sanguinei).
Die ökologischen Zeigerwerte nach Landolt et al. 2010 sind in der Schweiz: Feuchtezahl F = 2w+ (mäßig trocken aber stark wechselnd), Lichtzahl L = 3 (halbschattig), Reaktionszahl R = 4 (neutral bis basisch), Temperaturzahl T = 3+ (unter-montan und ober-kollin), Nährstoffzahl N = 2 (nährstoffarm), Kontinentalitätszahl K = 4 (subkontinental).

## Systematik
Für Anthericum ramosum L. gibt es folgende Synonyme:
- Anthericum gracile Salisb.
- Endogona ramosa (L.) Raf.
- Liliago ramosa (L.) C.Presl
- Ornithogalum ramosum (L.) Lam.
- Pessularia ramosa (L.) Salisb.
- Phalangites ramosus (L.) Bubani

## Nutzung
Die Rispige Graslilie wird selten als Zierpflanze für Stein-, Natur- und Heidegärten genutzt. Sie ist seit spätestens 1570 in Kultur.

## Trivialnamen
Für die Rispige Graslilie sind oder waren, zum Teil nur regional, auch die Bezeichnungen Erdspinnenkraut, Graslilie, Spinnenkraut (Elsass), weißer Wiederthon (Schlesien, Mark) und Zaunblume (Schlesien) gebräuchlich.